# 玻利维亚天空航空杯
玻利维亚天空航空杯，是玻利维亚的一项足球杯赛，在拉巴斯、科恰班巴、圣克鲁斯3个城市举办。该赛事由玻利维亚天空航空赞助，故名。实际参赛球队为6支球队，分别为乔治维尔斯特尔曼, 东方石油、布鲁明、最强者、玻利瓦尔、奥罗拉。